# 셀레믹스
셀레믹스(Celemics Inc.)는 대한민국의 유전자분석 기술 플랫폼 기업이다.
 본사는 서울특별시 금천구 가산디지털1로 131 BYC 하이시티 A동 19~20층에 위치해 있으며 대표이사는 김효기이다.

## 상장
2020년 8월 21일에 주관사를 대신증권으로 공모가 20,000원에 코스닥 시장에 상장하였다.

## 같이 보기
- 랩지노믹스
- 씨젠
- 바디텍메드
- 나노엔텍

## 참고문헌
1. ↑  셀레믹스, 미국 임상종양학회에서 신규 패널 공개, 메디게이트뉴스, 23.05.30
2. ↑  셀레믹스, 900억 원 규모의 美 조달시장 진출로 강세, 생물시간, 2023.02.15
3. ↑  셀레믹스, 김효기 대표 최대주주로…방두희 창업주 지분 매도, 머니투데이, 2023.04.10